# 라디오로 여는 세상
라디오로 여는 세상은 KBS 1라디오에서 방송했던 라디오 프로그램이다.

## 역사
1999년 11월 1일에 첫방송을 시작했으며, 원래는 월요일부터 토요일까지 방송됐으나, 2000년 5월 1일부터 평일 방송으로 축소되어 방송하다가, 2003년 7월 11일 방송을 마지막으로 4년만에 폐지되었다.

## 역대 방송시간
| 방송 채널   | 방송 기간                         | 방송 시간                       |
| ----------- | --------------------------------- | ------------------------------- |
| KBS 1라디오 | 1999년 11월 1일 ~ 2000년 4월 29일 | 월~토요일 오후 2:30 ~ 오후 3:58 |
| KBS 1라디오 | 2000년 5월 1일 ~ 2003년 7월 12일  | 월~토요일 오후 2:20 ~ 오후 3:58 |

## 역대 진행자
- 1999년 11월 1일 ~ 2000년 11월 4일 : 박범신, 김옥경
- 2000년 11월 6일 ~ 2003년 7월 12일 : 이계진, 이익선